# Mideast Dig
Mideast Dig, precedentemente noto come The Mideast Reporter, è un progetto di giornalismo investigativo, che gestisce un sito di notizie non commerciale.
Il progetto nacque a marzo del 2015, quando i giornalisti Richard Behar e Gary Weiss annunciarono al The New York Observer l'intenzione di creare The Mideast Reporter, un sito dedicato a migliorare la copertura mediatica del Medio Oriente.
Mentre il progetto si autodefinì "completamente non politico e non affiliato a nessun gruppo di patrocinio", lo storico Gil Troy lo definì sul The Jerusalem Post come la versione mediorientale del quotidiano statunitense Politico. Lo stesso Behar affermò che il suo obiettivo era quello di fornire "rapporti investigativi di prima classe, con un'attenzione incessante al Medio Oriente".
A partire dal 2015, il sito di notizie annunciò di volersi specializzare in un giornalismo di approfondimento (Long-form journalism) e di voler ampliare la propria copertura geografica e tematica, in base alla raccolta di libere donazioni private..
Quando Weiss lasciò l'impresa nel novembre 2015, il nome del sito mutò in Mideast Dig.